# Danforth (Illinois)
Danforth – wieś w Stanach Zjednoczonych, w stanie Illinois, w hrabstwie Iroquois.